# 玉崎神社
玉崎神社（たまさきじんじゃ）は千葉県旭市飯岡（下総国海上郡）にある神社。下総国二宮（論社）。旧社格は郷社。
玉依姫尊を主祭神とし、日本武尊を配祀する。

## 歴史
社伝によると、景行天皇40年の創建とされている。日本武尊が東征の折、相模より上総に渡ろうとして海難に遭った際、弟橘媛が「これは海神の御心に違いない」と言って入水したので、無事上総国に着くことができ、葦浦（鴨川市吉浦）を廻り玉の浦（九十九里浜）に渡ることができた。そこで日本武尊は、その霊異を畏み、海上平安、夷賊鎮定のために、玉の浦の東端「玉ヶ崎」に、海神の娘であり神武天皇の母である玉依姫尊を祀ったと伝えられている。後世「玉ヶ崎」を「竜王岬」と言うようになったのは、海神を竜宮の神に付会して「竜王の鎮まり坐す崎」としたためという。
神道集に「玉崎大明神者、此国二宮」「同本地十一面観音」とあり下総国二宮とする説もあり、また永禄期には上総国一宮である玉前神社が戦火を避けて神体を移したとも伝えられている。
中世には、三崎庄横根郷玉ヶ崎大明神、玉の浦総社玉ヶ崎大明神等と称せられ、武人の崇敬厚く、平貞盛、源頼義、源義家、源頼朝、日野俊基、千葉常胤等が参拝し、それぞれ祈願や報賽のために報幣や社殿の造営にかかわったとされる。江戸時代に入ってからは、武人の崇敬はもとより、平田篤胤、平田鐵胤、斉藤彦麿、高田与清、大国隆正のような文人が参詣している。
享保14年（1729年）には、地頭らが祈願したところ神験あらたかで浜は大漁にわいた。そこで、時の神祇官領従二位卜部朝臣兼雄に告げて宗源の宣旨を乞われ、神階正一位を賜った。拝殿内の扁額はその時のもので、将軍徳川吉宗の筆と伝えられている。
明治になって、神社名を「玉崎神社」と改称し、明治19年（1886年）1月18日に「郷社」に列せられ、同39年（1906年）12月25日千葉県より幣帛供進神社に指定される。爾来、星霜を経、本殿は昭和48年（1973年）3月2日に、拝殿は平成17年（2005年）3月29日に県有形文化財に指定され、社宝の古瀬戸狛犬一対は、その形状面貌等特色ある品であることから平成3年（1991年）3月18日、同じく県有形文化財に指定された。

## 文化財
- 玉崎神社本殿は、元禄年間（1688年～1704年）に建てられた一間社流造で見事な彫刻が施されており、また拝殿は天保年間（1830年～1844年）の造営と伝えられ、いずれも千葉県指定有形文化財（建造物）であり、古瀬戸狛犬も千葉県指定有形文化財（工芸品）である。

## 交通
- JR東日本・総武本線 旭駅より、バス双葉町行きで「玉崎神社」下車徒歩1分、又は飯岡駅よりタクシー利用